# Кобизький Іван Митрофанович
Кобизький Іван Митрофанович (*1 січня 1891, Кролевець — †13 листопада 1933, Ліптовський Мікулаш) — військовий і громадський діяч, просвітянин; командир 1-ї кулеметної сотні Богданівського полку Армії УНР, начальник культурно-просвітницького відділу 2-ї резервної бригади 1-ї Запорозької дивізії Армії УНР; сотник Армії УНР.

## Біографія
Народився в сім'ї дяка. Навчався в Новгород-Сіверській духовній школі (1901—1905).
Закінчив Чернігівську духовну семінарію (1905—1911). У серпні 1911 вступив на слов'яно-російський відділ історико-філологічного факультету Варшавського університету, який закінчив у червні 1915 «з правом одержання степені кандидата історико-філологічних наук по представленні дисертації». Під час студентських вакацій здійснив подорож до Криму, подорожні нотатки опублікував у журналі «Вера и жизнь» (згодом видані окремою книгою).
Закінчив 1-ше Костянтинівське військове училище (Київ, вересень 1915 — 1 січня 1916) та кулеметні курси офіцерської школи в Оранієнбаумі. У лютому 1916 служив у складі 1-го кулеметного полку.

У «Curriculum vitae» писав[джерело?]:
| “Брав активну участь в революції 1917 р. в Петрограді, й почав працювати над відціленням українців у окремі військові відділи серед залоги м. Оранієнбаум. Сформувавши 1-шу українську кулеметну сотню “Максима”, я був призначений її командиром і в липні 1917 р. із сотнею виїхав на Південно-Західний фронт, де прилучився до Богданівського полку. В Богданівському полку пробув до січня 1918 р., потім захворів тифом, а в березні 1918 р. звільнився по демобілізації”. |
Закінчив курси українознавства для вчителів середніх шкіл у Києві (1918). Секретар Чернігівської вчительської спілки.
| “По дорученню Спілки студіював шевченківський відділ музею Тарновського в Чернігові, брав участь в роботі археологічної комісії, читав лекції на курсах для дорослих, слухав курси єдиної трудової школи. У жовтні 1919 р. по заняттю Чернігова денікінською армією я був нею проти волі мобілізований. Разом з денікінською армією був інтернований поляками у березні 1920 року. Відправлений до табору Стшалково, де й почав працювати над відділенням українців із денікінської армії. По відділенні читав лекції із української мови та історії української літератури. В липні 1920 р. прибув до збірної станиці в Ланцуті, де був призначений лектором української мови та історії української літератури. З того часу веду систематично культурно-просвітню працю в частинах української армії, долю якої і зараз поділяю. За час інтернування був начальником лекторського відділення культурно-просвітнього куріня, вчителем гімназії в таборі Ланцут, а потім у таборах Стшалково і Щипйорно, начальником культурно-просвітнього відділу 2 резервової бригади, читав лекції на таборових курсах для старшин і урядовців Кордонного корпусу, Кам’янецької юнацької школи. В таборі Александрові — для старшин і урядовців 3-ї дивізії та на курсах для старшин 4-ї дивізії. Зараз учителюю в школі українських пластунів у таборі Щипйорно. 26 червня 1923 року”. |
1923 року прибув до Праги разом з 29 вихованцями Школи українських пластунів у таборі Щипйорні.
1925 року — аспірант Української Господарської академії в Подєбрадах.
Працював професором і директором Української реформованої реальної гімназії у містечку Ржевниці (біля Праги).
Похований на Ольшанському кладовищі у Празі. Пам'ятник на його могилі зведений за проектом Оксани Лятуринської.